# ウィーン学団
ウィーン学団（ウィーンがくだん、ドイツ語: Wiener Kreis、英語: Vienna Circle）とは、ウィーン大学の哲学教授モーリッツ・シュリックを中心とする科学者、哲学者のグループである。論理実証主義を標榜した。
ルートヴィヒ・ウィトゲンシュタインの『論理哲学論考』やマッハの科学哲学から影響を受けて、数学者のハンス・ハーン、科学哲学者のシュリックを中心とした研究サークルが形成された。1929年に組織を整えてウィーン学団を名乗り、活動を広げていった。ルドルフ・カルナップ、オットー・ノイラートと共に、学団の方針を示した「科学的世界像」を発表した。ウィトゲンシュタインはウィーン学団の一部のメンバーと交流はあったが、この学団と完全に見解を同じくしていたわけではなかったので、学団の活動に参加することはなかった。カール・メンガー、ハーバート・ファイグル、ヴィクトル・クラフトなどが学団のメンバーである。
クルト・ゲーデルはハンス・ハーンの元で学び、ウィーン学団のメンバーとも交流はあったが、批判的な立場であった。カール・ポパーもハンス・ハーンの元で学び、ウィーン学団のメンバーとも交流はあったが、批判的な立場であった。
1933年、ハーンが病死、1936年、ドイツ人であったが、「有意味な命題とは検証可能な命題である」とする「意味の検証理論」の提唱などで現象学や形而上学などの科学性を否定し、その活動が「ユダヤ的」とみなされたシュリックが、元教え子の国粋主義者ヨハン・ネルベック Johann Nelböck （のちにナチス党へ入党）に、ウィーン大学で講義に向かう途中に射殺された。ナチスの弾圧から逃れるために、残された参加者の多くはアメリカに亡命し、学団自体は立ち消えになったが、その考えが米英に広まることになった。